# Октателлурид триродия
Октателлурид триродия — бинарное неорганическое соединение
родия и теллура
с формулой Rh3Te8,
кристаллы.

## Получение
- Нагревание стехиометрических количеств чистых веществ:

{\displaystyle {\mathsf {3Rh+8Te\ {\xrightarrow {627^{o}C}}\ Rh_{3}Te_{8}}}}

## Физические свойства
Октателлурид триродия образует кристаллы
тригональной сингонии,
пространственная группа R 3,
параметры ячейки a = 0,64255 нм, α = 90,724°, Z = 1,
структура типа октаселенида триродия Rh3Se8
.
Соединение образуется по перитектической при температуре 627°С .